# San Blas Indijanci
San Blas Indijanci, najznačajnija skupina Cunan Indijanaca, nastanjenih na arhipelagu San Blas koji se sastoji od 365 malenih koraljnih otočića, a nalazio se pred panamskom obalom.
Posjetio ih je Norvežanin Per Høst i opisao u svojoj putopisnoj knjizi ' Hva verden viste meg, fra Ishavet til jungelen ' (Od ledene sante do indijanske kolibe).
O San Blas društvu kaže da svako selo ima vijeće koje se sastoji od predstavnika svih kućanstava, a sastaje se svake večeri radi kraćeg sastanka. Ovakva seoska vijeća imaju svaka svog poglavicu, a vijeće seoskih poglavica bira plemenskog poglavicu cijelog San Blasa. Seoski poglavica bira se doživotno ili dok na zadovoljavajući način štiti seoske interese, a služi i kao sudac u selu. 
Na veća savjetovanja gdje se rješavaju pitanja cijelog plemena, svako selo šalje svoga zastupnika. Savjetovanje vodi plemenski poglavica, a može ga sazvati i seoski poglavica ako smatra da se pitanje tiće cijelog plemena.
San Blas Indijanci su ratari, a zemlju obrađuju na susjednom kopnu, pa do tamo putuju u svojim kanuima. Na otocima nema ni pitke vode, pa su i po nju prisiljeni ići na kopno. Kuće su im građene uz obalu mora ili nad morem, podignute na stubovima i građene od bambusa i prekrivene slamom.
Prema Høstu, veoma su čisti, kupaju se svakoga dana nekoliko puta, a ne poznaju ni spolnih bolesti. 
Pleme San Bals poznato je zbog veoma raširene pojave nasljednog albinizma među njima. Populacija im je 1940. iznosila oko 21.000.

## Vanjske poveznice
- Kuna Indians on the San Blas Islands